# Kay Cottee
Kay Cottee, född McLaren, 25 januari 1954 i Sydney, Australien, sedermera gift Sutton, är den första kvinna som genomfört en ensam non-stop världsomsegling. 
Hon startade från Sydney 29 november 1987 i sin 11,2 m slup First Lady. Resan tog henne 189 dagar och när hon anlände till hamnen i Sydney den 5 juni 1988 mottogs hon av en jublande människomassa. Samma år erhöll hon utmärkelsen Australian of the Year och har sedan fått åtskilliga utmärkelser.
Hon ägnar sig idag åt konstmålning och segelbåtsdesign.